# La Guerre des boutons, ça recommence
Série La Guerre des boutons
La Guerre des boutons
(1962) La Guerre des boutons
(2011)
Série La Guerre des boutons
La Nouvelle Guerre des boutons
(2011)
Pour plus de détails, voir Fiche technique et Distribution.
La Guerre des boutons, ça recommence est un film coproduit par le Royaume-Uni, la France, le Japon et les États-Unis de John Roberts, sorti en 1994.
C'est une nouvelle adaptation du roman de Louis Pergaud, après la version homonyme d'Yves Robert en 1962.

## Synopsis
En Irlande, deux villages sont séparés par un pont. Deux bandes de garçons s'affrontent continuellement pour la défense de leur territoire de part et d'autre du pont.

## Fiche technique
- Titre original : War of the Buttons
- Titre français : La Guerre des boutons, ça recommence
- Titre québécois : La Guerre des boutons
- Réalisation : John Roberts
- Scénariste : Colin Welland, d'après le film La Guerre Des Boutons de Yves Robert et le roman éponyme de Louis Pergaud publié en 1912
- Musique : Rachel Portman
- Direction artistique : Chris Seagers
- Décors : Jim Clay
- Costumes : Louise Frogley
- Photographie : Bruno de Keyzer †
- Son : David Anderson, John Hayward, Brian Masterson
- Montage : David Freeman
- Production : David Puttnam

Production déléguée : Xavier Gélin, Stéphane Marsil et David Nichols
Production associée : Steve Norris
- Sociétés de production[1] :
  - Royaume-Uni : Enigma Productions Ltd
  - France : Hugo Films ; Les Productions de la Guéville
  - Japon : Fujisankei Communication Group
  - États-Unis : Warner Bros.
- Sociétés de distribution :
  - France, États-Unis : Warner Bros.
- Budget : n/a
- Pays d'origine :  Royaume-Uni,  France,  Japon,  États-Unis
- Langues originales : irlandais, anglais
- Genre : aventures, drame
- Durée : 94 minutes
- Dates de sortie[2] :
  - Royaume-Uni : 14 octobre 1994
  - France : 14 juin 1995
  - Japon : n/a
  - États-Unis : 29 septembre 1995
- Classification[3] :
  - Royaume-Uni : pour un public de 8 ans et plus - accord parental souhaitable (PG - Parental Guidance)[4]
  - France : tous publics (conseillé à partir de 8 ans)[5],[6]
  - Japon : n/a
  - États-Unis : des scènes peuvent heurter les enfants - accord parental souhaitable (PG - Parental Guidance Suggested)[Note 1]

## Distribution
- Gregg Fitzgerald : Fergus
- Gerard Kearney : Big Con (version française : grand Bob)
- Anthony Cunningham : Little Con (version française : petit Bob)
- Darragh Naughton : Boffin
- John Coffey : Géronimo
- Colm Meaney : Le père de Géronimo
- Yvone McNamara : Maeve
- Liam Cunningham : Le maître d'école
- Eveanna Ryan : Marie
- Helen O'Leary : Hélène
- Daniele Tuite : Fionnuala

## Distinctions
En 1997, La Guerre des boutons, ça recommence a été sélectionné 2 fois dans diverses catégories et n'a remporté aucune récompense.

### Nominations
- Prix des jeunes artistes 1997 :
  - Meilleur long métrage familial - Étranger (Irlande),
  - Meilleure performance dans un film étranger pour Gregg Fitzgerald.

## Autour du film
- Le film a été tourné en Irlande dans le Comté de Cork[8].
- Cette troisième adaptation du roman de Louis Pergaud fait suite à celle d'Yves Robert. Cette dernière avait été la première production de La Guéville, société de production fondée par Yves Robert et Danièle Delorme, qui est coproductrice de ce film.